# بن کابانگو
بن کابانگو (انگلیسی: Ben Cabango؛ زادهٔ ۳۰ مهٔ ۲۰۰۰) بازیکن فوتبال اهل بریتانیا است.
از باشگاه‌هایی که در آن بازی کرده‌است می‌توان به باشگاه فوتبال سوانزی سیتی اشاره کرد.
وی همچنین در تیم‌های ملی فوتبال زیر ۲۱ سال ولز، و ولز بازی کرده‌است.